# Eastern AA
Eastern AA, kurz von Eastern AA Football Team (chinesisch 東方足球隊 / 东方足球队, offiziell Eastern Athletic Association Football Team Ltd. 東方體育會足球隊有限公司 / 东方体育会足球队有限公司), ist eine Fußball-Verbandsmannschaft aus Hongkong und wurde 1932 gegründet. Die Fußballmannschaft ist eine Abteilung des allgemeinen Sportverein Eastern Athletic Association – auch Eastern Sports Club, kurz Eastern SC (東方體育會) genannt, der neben eine Fußball- auch eine Basketballabteilung führt. Das Eastern AA Football Team spielt aktuell in der höchsten Liga der Stadt, der Hong Kong Premier League. Aufgrund der Wechsel zum Hauptsponsor Nenking Group (能興集團) aus Foshan wird die Mannschaft seit August 2016 in der HKPL als Eastern Long Lions (東方龍獅) geführt. (Stand 2022)

## Vereinsgeschichte
Die erfolgreichste Phase des Teams war Ende der 80er, Beginn der 90er Jahre. In der Saison 1992/93 stellte man damals einen neuen Rekord auf, als man die erste Hälfte der Saison neun Spiele in Folge gewann und dabei 30 Tore erzielen konnte. Am Ende holte man den ersten Meistertitel seit 37 Jahren. Zusätzlich gewann das Team in dieser Saison noch den Verbandspokal und den Senior Shield und hatte somit die drei wichtigsten Wettbewerbe Hongkongs in einer Saison gewonnen. Den Meistertitel verteidigte man noch zwei weitere Male, ehe zu Ende der Saison 1996/97 der Abstieg in die 2. Liga Realität wurde. Mit lediglich 2 Siegen aus 24 Spielen wurde man letzter und stieg erstmals in der Geschichte ab. Dem nicht genug, stand 2002/03 sogar der sportliche Abstieg in die 3. Liga an. Erst zwei Jahre später, 2005/06 gelang der Wiederaufstieg in die 2. Liga. Die Saison 2006/07 beendete die Mannschaft sportlich gesehen auf einem Abstiegsplatz, was erneut den Gang in die 3. Liga bedeutet hätte. Der Meister der 2. Liga und sportliche Aufsteiger Tung Po musste jedoch seinen Platz an die Eastern AA abtreten, nachdem diese vom Verband Hongkongs in die erste Liga eingeladen wurden. Der Rückkehr ins Oberhaus folgte sogleich auch wieder der erste Titel seit dem Abstieg. 2007/08 gewann die Mannschaft zum siebenten Male den Senior Shield und qualifizierte sich damit sogar für den AFC Cup 2009. Als Meister von 1993 bis 1996 spielte man bereits dreimal in der Asian Club Championship kam jedoch nie über die zweite Runde hinaus. 2016 wurde der Verein zum fünften Mal Meister und schrieb mit dem Titel Fußballgeschichte, indem mit der Trainerin Chan Yuen-Ting (陳婉婷), erstmals eine Frau ein Männerteam im Profifußball zu einem erstklassigen Titel führte.

## Stadion

### Heimstadion
Der Verein hat kein eigenes Heimstadion und trägt seine Heimspiele in der lokalen Sportstätte der Regionalregierung aus. Die Vergabe der Spielstätte als Heimstadion wird seit 2009 jede Spielsaison durch das „Heim-Gast-Nutzungsvergabesystem“ neu vergeben. In der Saison 2019/20 wurde der Tseung Kwan O Sports Ground ⊙ im Distrikt Sai Kung in den New Territories als Heimstadion vergeben. Der Tseung Kwan O Sports Ground hat eine maximale Kapazität von 3500 Sitzplätze. In der aktuellen Saison 2022/23 wurde der Mong Kok Stadium (MKS) als Heimstadium der Eastern AA zugeteilt. Der Eigentümer des Stadions ist das Hong Kong Government und der Betreiber ist das Leisure and Cultural Services Department (LCSD). (Stand Oktober 2022)

Tseung Kwan O SG
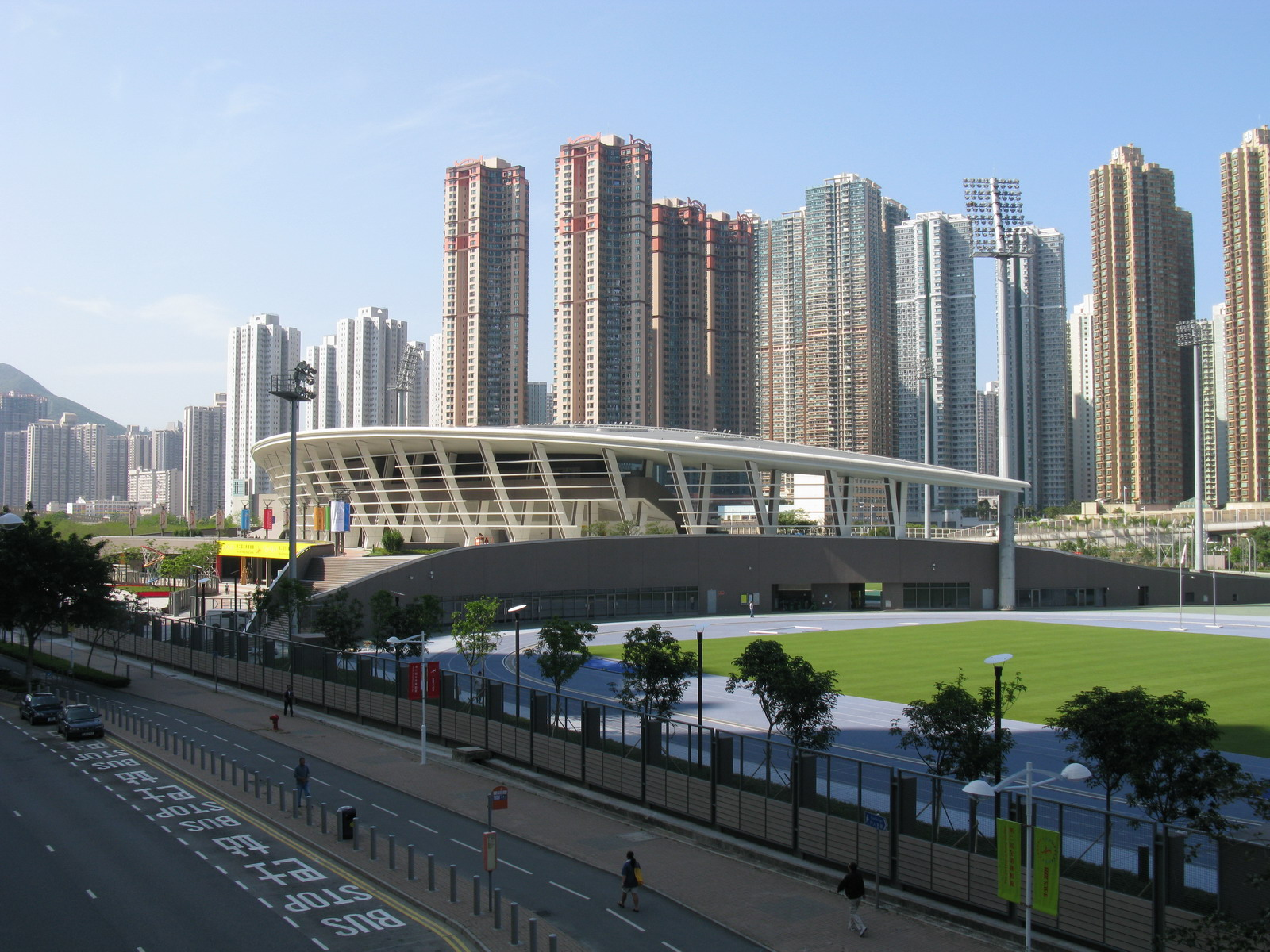
Stadion – Vor Eröffnung, März 2009
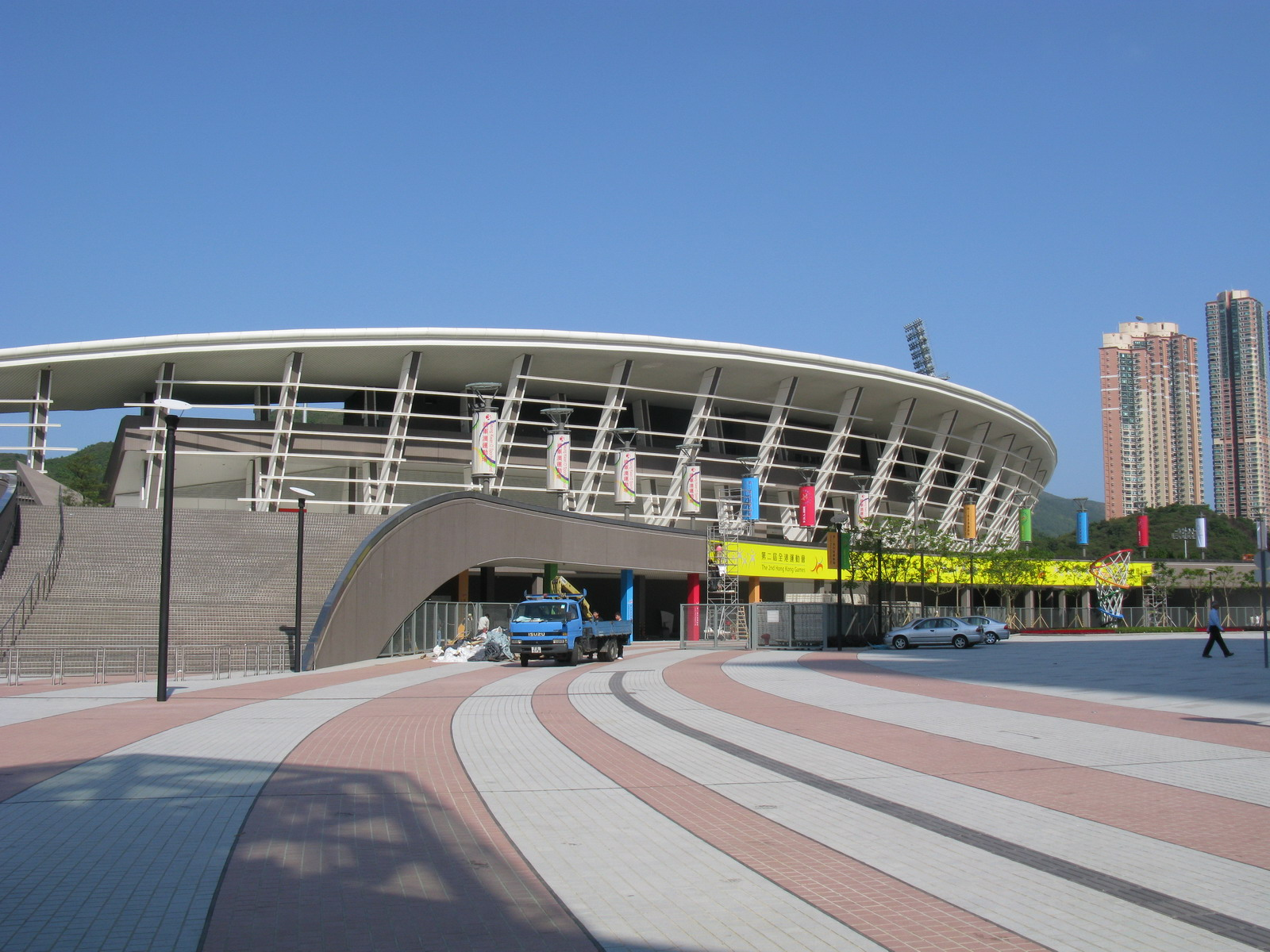
Treppe – Haupteingang, 2009
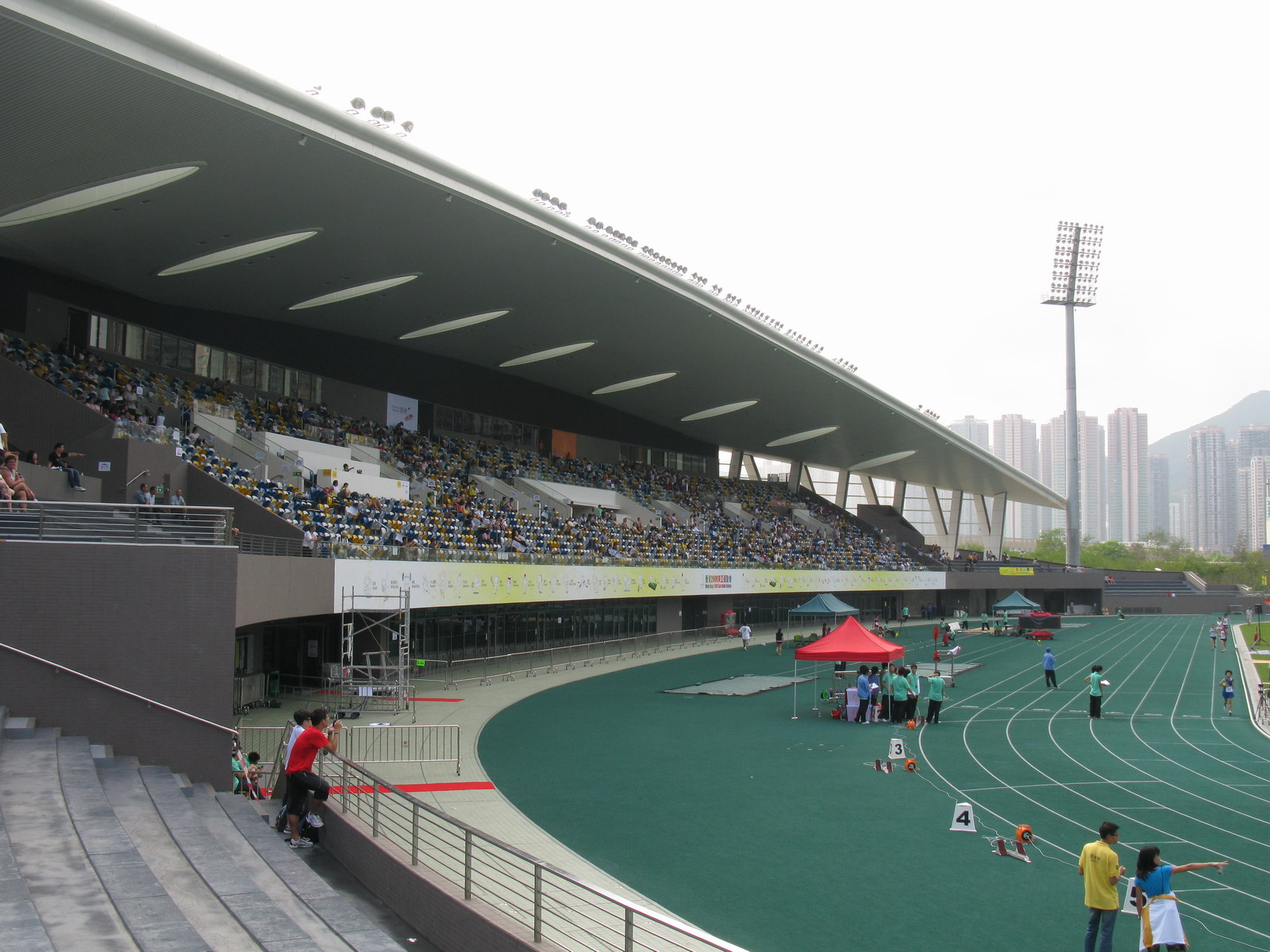
Tribüne zum Sportfest, 2009
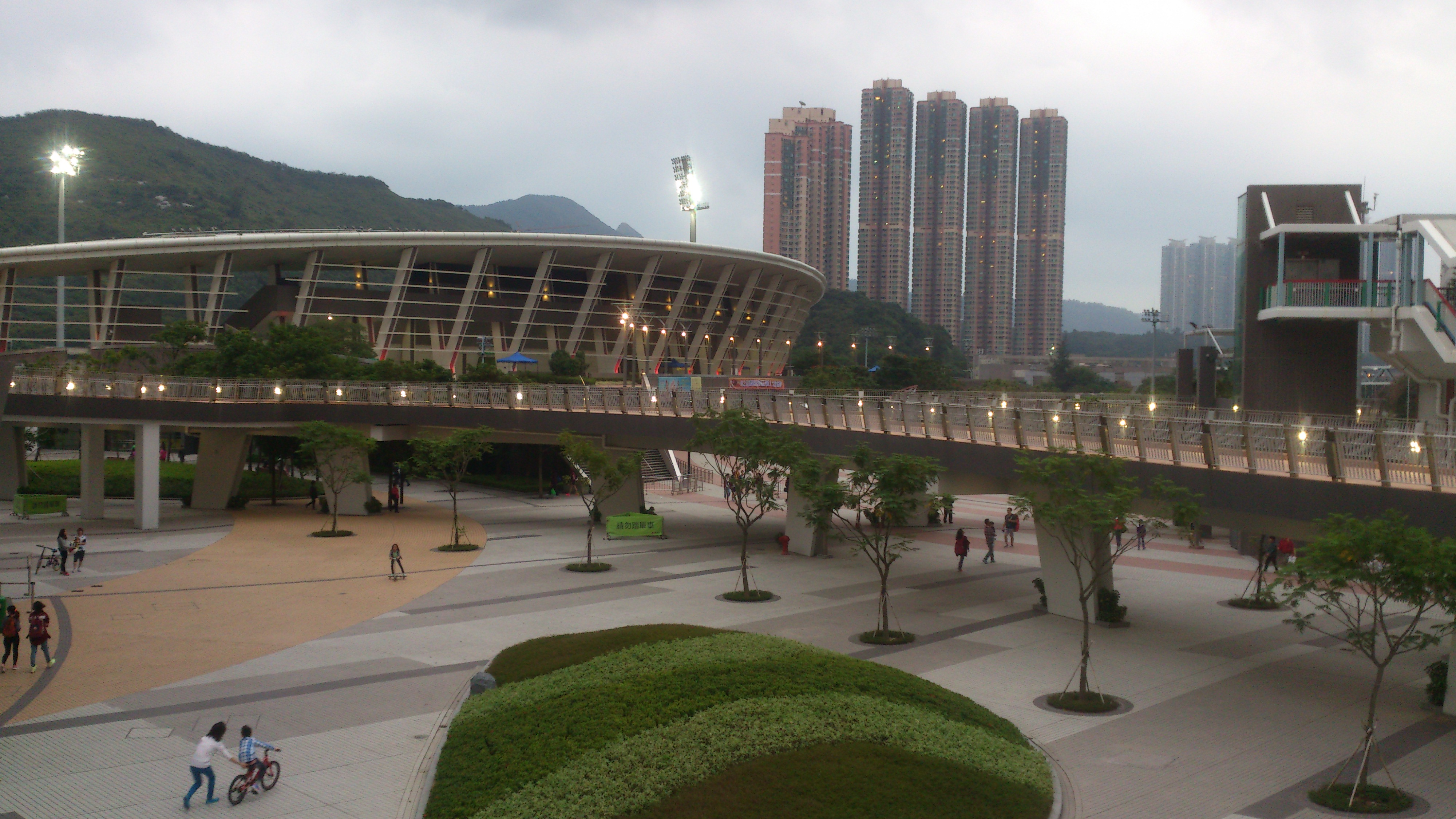
Zugang über Fußgängerbrücke, 2014

## Vereinserfolge

### National

#### Liga
- Hong Kong First Division League (bis 2014) bzw. Hong Kong Premier League (ab 2014)

Meister 1955/56, 1992/93, 1993/94, 1994/95, 2015/16
- Hong Kong Second Division League

1947/48, 2012/13
- Hong Kong Third Division "A" League

2004/05, 2009/10, 2010/11, 2011/12

#### Pokal
- Hong Kong FA Cup

Sieger: 1983/84, 1992/93, 1993/94, 2013/14, 2019/20, 2023/24, 2024/25
Finalist: 1994/95, 2014/15
- Sapling Cup: 2020/21

- Hong Kong Senior Challenge Shield

Sieger: 1939/40, 1952/53, 1955/56, 1981/82, 1986/87, 1992/93, 1993/94, 2007/08, 2014/15, 2015/16, 2019/20, 2024/25
Finalist: 1947/48, 1971/72, 2016/17, 2017/18, 2022/23, 2023/24
- Viceroy Cup Champion

1970/72, 1980/81

### International
| Saison | Pokal                   | Runde       | Mannschaft              | Heim | Auswärts | Gesamt   |
| ------ | ----------------------- | ----------- | ----------------------- | ---- | -------- | -------- |
| 1994   | Asian Club Championship | Erste Runde | Verdy Kawasaki          | 1–0  | 1–3      | 2–3      |
| 1995   | Asian Club Championship | Erste Runde | Verdy Kawasaki          | 0–3  | 0–3      | 0–6      |
| 2009   | AFC Cup                 | Gruppe G    | Chonburi FC             | 2–1  | 1–4      | 3. Platz |
| 2009   | AFC Cup                 | Gruppe G    | Hà Nội ACB              | 3–0  | 0–3      | 3. Platz |
| 2009   | AFC Cup                 | Gruppe G    | Kedah FA                | 3–3  | 0–2      | 3. Platz |
| 2017   | AFC Champions League    | Gruppe G    | Guangzhou Evergrande    | 0–6  | 0–7      | 4. Platz |
| 2017   | AFC Champions League    | Gruppe G    | Kawasaki Frontale       | 1–1  | 0–4      | 4. Platz |
| 2017   | AFC Champions League    | Gruppe G    | Suwon Samsung Bluewings | 0–1  | 0–5      | 4. Platz |
| 2018   | AFC Champions League    | Runde 2     | FLC Thanh Hóa           | 2–4  | 2–4      | 2–4      |

Quelle: Hong Kong Football Association, Soccerway, The Rec.Sport.Soccer Statistics Foundation (RSSSF)

## Spieler
(Stand: September 2024)
| Nr. |             | Position | Name               |
| --- | ----------- | -------- | ------------------ |
| 1   | Hongkong    | TW       | Yapp Hung Fai      |
| 2   | Schottland  | AB       | Calum Hall         |
| 3   | Kirgisistan | AB       | Tamirlan Kozubayev |
| 7   | Spanien     | ST       | Noah Baffoe        |
| 9   | Spanien     | ST       | Víctor Bertomeu    |
| 10  | Brasilien   | ST       | Felipe Sá          |
| 11  | Hongkong    | MF       | Wong Ho Chun       |
| 14  | Hongkong    | MF       | Yu Joy Yin         |
| 15  | Hongkong    | AB       | Wong Ho Yin        |
| 16  | Hongkong    | MF       | Leung Chun Pong    |
| 17  | Hongkong    | MF       | Ng Yu Hei          |
| 19  | Hongkong    | AB       | Alexander Jojo     |
| 21  | Spanien     | AB       | Daniel Almazan     |
| 22  | Hongkong    | AB       | Leung Kwun Chung   |

| Nr. |          | Position | Name           |
| --- | -------- | -------- | -------------- |
| 23  | Hongkong | MF       | Ma Hei Wai     |
| 24  | Hongkong | AB       | Siu Chung Nam  |
| 26  | Hongkong | TW       | Liu Fu Yuen    |
| 27  | Spanien  | MF       | Marcos Gondra  |
| 28  | Hongkong | MF       | Siu Ching      |
| 29  | Hongkong | ST       | Liu Hing Yau   |
| 30  | Hongkong | AB       | Wong Tsz Ho    |
| 32  | Hongkong | MF       | Lam Hin Ting   |
| 33  | Hongkong | MF       | Gao Ming Ho    |
| 35  | Hongkong | AB       | Lam Chin Yu    |
| 40  | Hongkong | TW       | Chung Hoi Man  |
| 42  | Hongkong | MF       | Yeung Tung Ki  |
| 43  | Hongkong | AB       | Uriel Contiero |
| 44  | Hongkong | MF       | Prabhat Gurung |
| 77  | Hongkong | ST       | Lee Chun Ting  |
| 88  | Hongkong | MF       | Cheung Man Ho  |

Remarks:

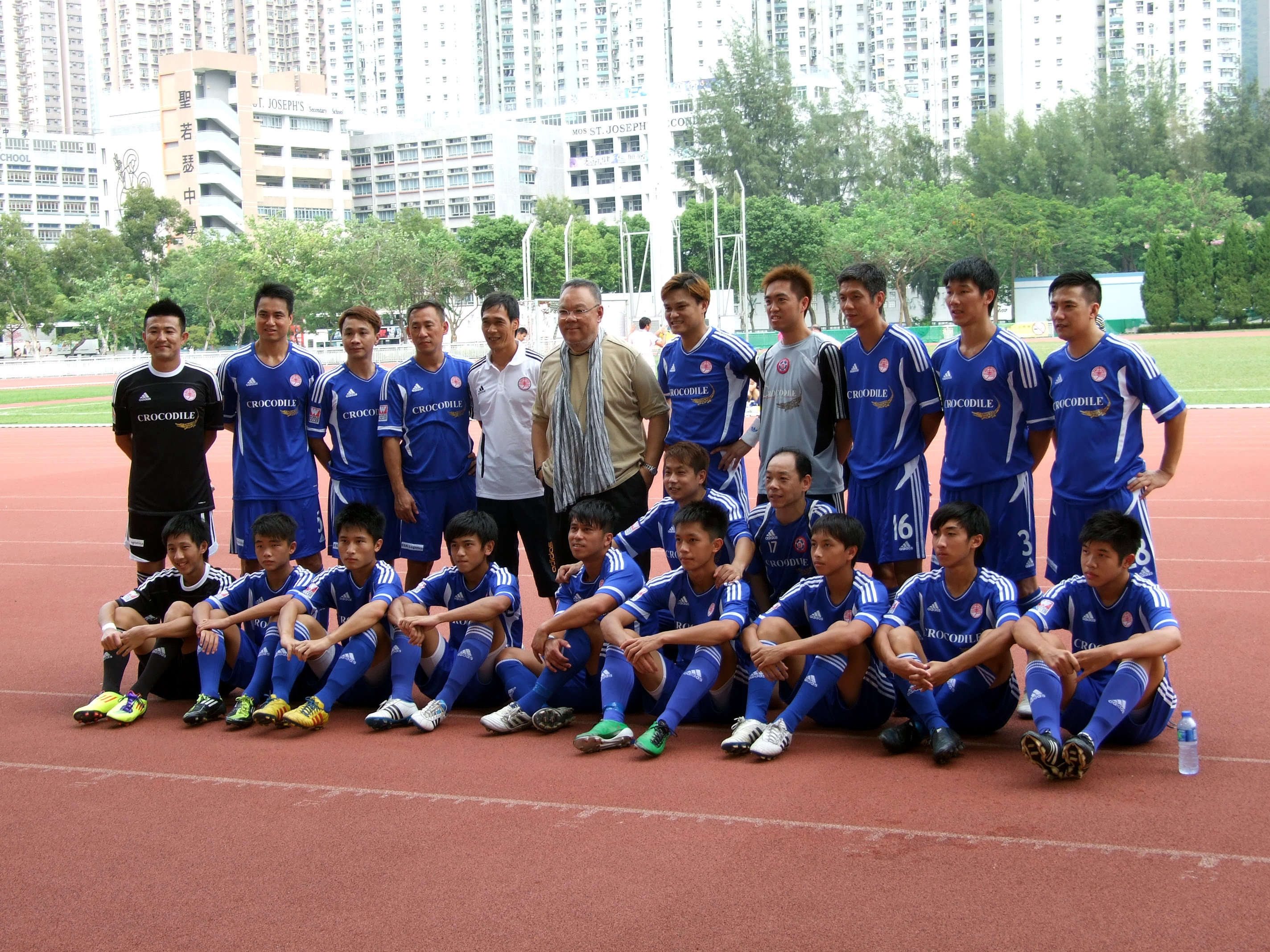
Team Eastern AA – 東方足球隊 – Saison 2011/12, September 2011

FP These players are registered as foreign players.

## Bekannte ehemalige Spieler
| Name             | von  | bis  |
| ---------------- | ---- | ---- |
| Alan Ball        | 1982 | 1983 |
| Andrew Barisic   | 2015 | 2016 |
| Andreas Nägelein | 2015 | 2016 |

## Beste Torschützen seit 2015
| Saison    | Name             | Tore |
| --------- | ---------------- | ---- |
| 2015–2016 | Giovane da Silva | 10   |
| 2016–2017 | Manolo Bleda     | 10   |
| 2017–2018 | N/A              | N/A  |
| 2018–2019 | Manolo Bleda     | 12   |

## Trainerchronik
| Trainer                            | von              | bis                |
| ---------------------------------- | ---------------- | ------------------ |
| Hing-Kwei Peter Wong               | 1. Juli 1979     | 30. Juni 1982      |
| Hing-Kwei Peter Wong               | 1. Juli 1988     | 30. Juni 1990      |
| Hung-Ping Chan                     | 1. Juli 1991     | 30. Juni 1995      |
| Wai-Chung Tsang                    | 1. Juli 1996     | 20. Juni 1998      |
| Casemiro Mior                      | 1. Juli 2007     | 27. Mai 2008       |
| Kin-Wo Lee                         | 1. Juli 2008     | 30. Juni 2009      |
| Hiu-Ming Chan                      | 1. Juli 2008     | 30. Juni 2009      |
| Kin-Wo Lee                         | 1. Juli 2009     | 30. September 2013 |
| Cristiano Cordeiro                 | 1. Oktober 2013  | 9. Juni 2015       |
| Ching-Kwong Yeung                  | 9. Juni 2015     | 7. Dezember 2015   |
| Yuen-Ting Chan                     | 8. Dezember 2015 | 31. Mai 2017       |
| Man-Chun Szeto                     | 1. Juni 2017     | 19. Januar 2018    |
| Kin-Wo Lee                         | 20. Januar 2018  | 30. Juni 2018      |
| Yuen-Ting Chan                     | 19. Juli 2018    | 4. Februar 2019    |
| Chun-Yue Wong                      | 4. Februar 2019  | 13. Februar 2019   |
| Andrejs Stolcers                   | 14. Februar 2019 | 17. Juli 2019      |
| Chi Kin Lee                        | 17. Juli 2019    | 28. Mai 2021       |
| Roberto Losada Rodríguez (interim) | 28. Mai 2021     | 30. Juni 2021      |
| Roberto Losada Rodríguez           | 1. Juli 2021     | heute              |